# شبکه آندوپلاسمی

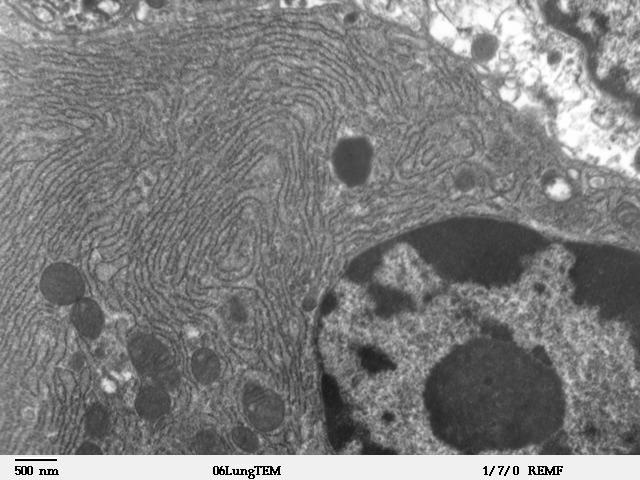
میکروگراف الکترونی شبکه آندوپلاسمی

شبکهٔ درمیان‌یاخته‌ای یا شبکهٔ آندوپلاسمی (به انگلیسی: Endoplasmic reticulum) (به اختصاری ER) جزو اندامک‌های سلولی است که تسهیلات ارتباطات داخل سلولی را فراهم می‌کند. شبکه آندوپلاسمی از چین خوردگی‌های فراوانی تشکیل شده که یک غشا آن‌ها را دربرگرفته‌است. گذشته از این، شبکه آندوپلاسمی وظیفه دارد تا پروتئین‌ها و سایر کربوهیدارت‌ها را به دستگاه گلژی، غشاء سلولی، لیزوزوم و هر جای دیگری که لازم باشد، منتقل کند.
دو نوع شبکه آندوپلاسمی وجود دارد: نوع زبر یا خشن که سطح آن با ریبوزوم‌ها پوشیده شده و نوع صاف. نوع زبر محل پروتئین‌سازی است. پروتئین‌هایی که در شبکه آندوپلاسمی زبر ساخته می‌شوند به شبکه آندوپلاسمی صاف منتقل می‌شوند.

اندامک‌های درون یاخته جانوران: (۱) هستک (۲) هسته (۳) ریبوزوم (رناتن) (۴) وزیکول (۵) شبکه آندوپلاسمی خشن (۶) دستگاه گلژی (۷) سیتواسکلتون (۸) شبکه آندوپلاسمی صاف (۹) میتوکندری (۱۰) کریچه (واکوئل) (۱۱) سیتوپلاسم (درون‌یاخته) (۱۲) لیزوزوم (کافنده‌تن) (۱۳) میانک (سنتریول)

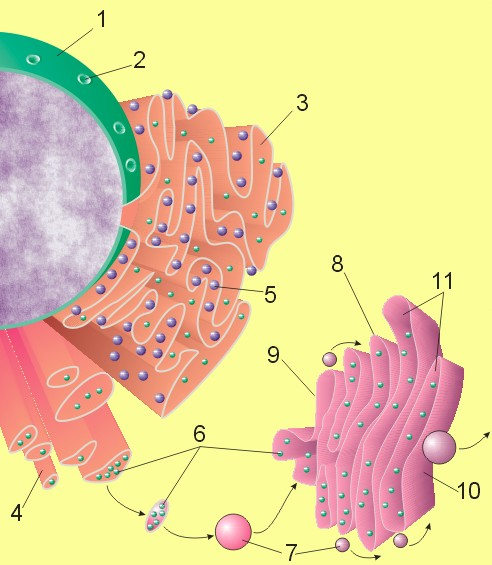
نگاره

## شبکه آندوپلاسمی دانه‌دار یا خشن یا زبر
دانه‌های متصل به شبکه آندوپلاسمی دانه‌دار ریبوزوم‌ها هستند. این بخش در سنتز پروتئین به‌ویژه پروتئین‌های ترشحی و در پردازش بعدی آن شرکت دارند. سلول‌های ترشحی جانوران شبکه آندوپلاسمی دانه‌دار توسعه یافته‌ای دارند ولی در سلول‌های گیاهی این شبکه گسترش کمتری دارد. در مجاورت هسته و بخش‌های خارجی سیتوپلاسم یا مجاور غشای سیتوپلاسمی شبکه آندوپلاسمی دانه‌دار بیشتر وجود دارد.

## شبکه آندوپلاسمی صاف یا نرم
این شبکه فاقد ریبوزوم بوده، ادامه شبکه آندوپلاسمی دانه‌دار است. در نواحی میانی سیتوپلاسم شبکه آندوپلاسمی صاف و حفره‌ای بیشتر است. از وظایف شبکه آندوپلاسمی صاف می‌توان سنتز چربی‌ها، آبکافت گلوکز- ۶ فسفات و متابولیسم گزنوبیوتیک‌ها یا مواد آلی خارجی مانند حشره‌کش‌ها را نام برد. در سلول‌هایی که متابولیسم چربی‌ها در آن روی می‌دهد و سلول‌های ماهیچه‌ای، شبکه آندوپلاسمی صاف گسترش بیشتری دارد. شبکه آندوپلاسمی صاف واجد ناحیه‌ای موسوم به Transition است که از این ناحیه وزیکول‌های حاوی مواد از شبکه آندوپلاسمی جدا و به دستگاه گلژی فرستاده می‌شود.

## اعمال شبکه آندوپلاسمی
- دخالت در متابولیسم قندها

آنزیم گلوکز ۶ – فسفاتاز در سطح داخلی یا سطح لومنی غشای شبکه آندوپلاسمی قرار دارد و گروه فسفات را از کربن شماره ۶ گلوکز جدا می‌کنند. گلوکز را به فضای درونی شبکه و گروه فسفات را به سوی سیتوزول هدایت می‌کند. همچنین با وجود آنزیم گلیکوزیل ترانسفراز در شبکه آندوپلاسمی بخشی از گلیکوزیلاسیون پلی‌پپتیدها و لیپیدها در این محل صورت می‌گیرد.
- دخالت در متابولیسم لیپیدها

عده‌ای از آنزیم‌های سنتزکننده اسیدهای چرب در شبکه آندوپلاسمی به‌ویژه شبکه آندوپلاسمی صاف وجود دارد که تری گلیسریدها، گلیکولیپیدها و استروئیدها را می‌سازند. همچنین آنزیم‌های تجزیه‌کننده چربی‌ها نیز در شبکه آندوپلاسمی وجود دارد.
- دخالت در متابولیسم پروتئین‌ها

در قسمت درونی شبکه آندوپلاسمی پپتیدازها وجود دارند. همچنین آنزیم اکسیدکننده اسید آمینه مانند سرین اکسیداز شناخته شده‌است. مرحله اول گلیکوزیلاسیون یا انتقال الیگوساکاریدها به پروتئین در شبکه آندوپلاسمی صورت می‌گیرد. این شبکه با داشتن ریبوزوم در سنتز پروتئین‌ها به‌ویژه پروتئین‌های ترشحی نقش دارند. عمل افزودن سولفات به پروتئین‌ها یا لیپیدها در شبکه آندوپلاسمی و دستگاه گلژی صورت می‌گیرد.
- - دخالت در جابجایی مواد (ترکیبات قندی و پروتئینی)

عبور دادن زنجیره پلی پپتید در حال تشکیل به درون شبکه، پمپ کلسیم به درون شبکه، عبور دادن گلوکز به درون شبکه مربوط به انتقال عرضی می‌باشد. انتقال امواج الکتریکی درون سلولی با انتقال بار الکتریکی به‌ویژه در سلول‌های عصبی و عضلانی.
- عمل سم زدایی: شبکه آندوپلاسمی با الحاق UDB-گلوکورونیک اسید به متابولیت‌های سمی آن‌ها را بی‌خطر می‌کند. سموم ابتدا بوسیله سیتوکوروم P ۴۵۰ کبدی هیدروکسید می‌شود که به این ترتیب حلالیت آن‌ها در فاز آبی بالا می‌رود. سپس به منظور دفع در کبد به اسید گلوکورونیک وصل می‌شود.
- تجزیه هموگلوبین خون

شبکه آندوپلاسمی سلول‌های کبدی در جداسازی گروه هِم از گلوبین نقش دارد.
- غیر اشباع کردن اسیدهای چرب

تبدیل مولکول‌های آبگریز به مولکول‌های آب دوست، تغییر در استروئیدها و فعال کردن کارسینوژن‌ها از واکنش‌های اکسیداسیون شبکه آندوپلاسمی است. یکی دیگر از اعمال شبکه آندوپلاسمی ذخیره مواد در شبکه سارکوپلاسمی می‌باشد.
- نقش‌های اختصاصی شبکه آندوپلاسمی در سلول‌های گیاهی
  - دخالت در تشکیل پلاسمودسماتا: در مرحله تلوفاز، سلول‌های گیاهی بخش‌هایی از شبکه آندوپلاسمی بین تعداد زیادی فراگموزوم قرار می‌گیرد و محل‌های ارتباطی سلول‌های گیاهی را فراهم می‌کند.
  - دخالت در ساخت و ترشح کالوس.
  - تشکیل میکروبادی، تشکیل مواد ترشحی در سلول‌های ترشحی، محل رسوب مواد در دیواره آوند چوبی، دربرگرفتن استاتولیت‌ها در سلول‌های کلاهک ریشه از وظایف شبکه آندوپلاسمی سلول‌های گیاهی است.